# Amini Fonua
Amini Tuitavake Britteon Fonua (Auckland, 14 de diciembre de 1989) es un nadador de competición tongano.

## Primeros años
Nació y se crio en Ponsonby, Auckland, Nueva Zelanda, como hijo de Sione Fonua, un abogado tongano y Julie, una británica; tiene dos hermanas. Tiene doble ciudadanía de Tonga y Nueva Zelanda.

## Trayectoria
La carrera de natación de Fonua comenzó en el Roskill Swimming Club con sede en Cameron Pool en Auckland, entrenado por Sandra Burrow desde 1999 hasta 2007. Rompió numerosos récords de grupos de edad de su ciudad y Nueva Zelanda. Luego se mudó a West Auckland Aquatics en 2007, y fue entrenado por Donna Bouzaid. En 2008, Fonua se inscribió en Texas A&M con una beca de natación. Durante su estadía allí, fue Capitán del Equipo votado por sus pares, Campeón de la Gran Conferencia XII, All-American de la NCAA y ganador del Premio Corazón Aggie. En mayo de 2013 se graduó con un título en Telecomunicaciones y Multimedia, con un Menor en Escritura Creativa.

### Campeonato de Natación de Oceanía 2010
Fue el primer nadador tongano en ganar una medalla de oro en una competencia internacional, cuando obtuvo el oro en la braza de 50 metros en el Campeonato de Natación de Oceanía 2010.

### Juegos Olímpicos de Londres 2012
En preparación para los Juegos Olímpicos de Londres 2012, Fonua fue entrenado por el neozelandés y entrenador designado para Tonga, Jon Winter. Sirvió como el abanderado de su nación en el desfile inaugural del evento. Ese año compitió en la braza de 100 metros masculina, sin llegar a las semifinales. 

### Juegos del Pacífico 2015
Fonua participó de Juegos del Pacífico de 2015 en Port Moresby, Papua Nueva Guinea. En ese evento se convirtió en el primer atleta tongano en ganar 3 medallas de oro en los Juegos del Pacífico, estableciendo 2 récords de juegos en el proceso (50 y 100 m pecho). Es el único atleta tongano que ha conseguido títulos de Oceanía. 

### Juegos Olímpicos de Río de Janeiro 2016
En los Juegos Olímpicos de Río de Janeiro 2016, compitió nuevamente en la categoría 100 m de pecho.

## Vida personal
Fonua es abiertamente homosexual y defensor de los derechos LGBT en Tonga.